# Insidious: Chapter 2
Insidious Chapter 2 (bra: Sobrenatural: Capítulo 2; prt: Insidious: Capítulo 2) é um filme estadunidense de 2013, do gênero terror, dirigido por James Wan, com roteiro dele e de Leigh Whannell.
Sequência de Insidious, de 2011, e o segundo da franquia Insidious, o filme é estrelado por Patrick Wilson e Rose Byrne, reprisando seus papeis no filme anterior como Josh e Renai Lambert, um casal que procura descobrir o segredo que os deixou perigosamente ligados ao mundo espiritual.

## Sinopse
Josh, Renai e Dalton Lambert tornam a enfrentar os fenômenos sobrenaturais advindos dos acontecimentos do filme anterior. Mesmo recolhidos numa casa diferente, Renai é influenciada por uma entidade feminina, e Josh apresenta comportamento estranho.

## Elenco
| Ator            | Personagem       |
| --------------- | ---------------- |
| Patrick Wilson  | Josh Lambert     |
| Rose Byrne      | Renai Lambert    |
| Lin Shaye       | Elise Rainer     |
| Ty Simpkins     | Dalton Lambert   |
| Leigh Whannell  | Specs            |
| Angus Sampson   | Tucker           |
| Barbara Hershey | Lorraine Lambert |

## Recepção
No Metacritic, alcançou uma pontuação média de 40 pontos em 100, baseado em 30 opiniões dos críticos tradicionais, indicando "críticas mistas ou médias". Com uma classificação de 38%, o Rotten Tomatoes publicou um consenso: "Insidious Chapter 2 é decididamente curto sobre a tensão e surpresas que fez o seu antecessor tão arrepiante."
Robbie Collin do The Telegraph deu ao filme uma revisão positiva, afirmando que "os sustos são na sua maioria muito assustadores, na verdade, e isso significa que o filme faz o seu trabalho." Scott Foundas do Variety elogiou a "artisticamente estranha" obra cinematográfica de John R. Leonetti e da "atmosfera perversamente inquietante" construído pelo designer e editor de som Joe Dzuban. Foundas escreveu ainda que "onde tantas sequelas parecem ser meras refilmagens de seus antecessores, com orçamentos maiores e menos imaginação, Insidious: Chapter 2 sente-se como uma verdadeira continuação de personagens que gostamos de conhecer pela primeira vez ao redor".
Por outro lado, Robert Abele do Los Angeles Times comentou: "Após a queda livre no agradável pesadelo [...] que foi no último verão em The Conjuring, esta sequela agitada e ainda maçante se sente como Wan roboticamente flexionando sua manipulação de sustos sinalizados no filme, um exercício mais tolo do que sinistro." Justin Lowe do The Hollywood Reporter escreveu: "Deixando de lado o diálogo tediosamente enfeitado do filme, performances auto-consciente e sustos frequentemente previsíveis, cronologia compulsivamente deslocando a narrativa de forma intermitente, consegue envolver, ainda que pouco faz para encobrir as deficiências de distração de ambos, o enredo e o desenvolvimento do caráter."